# Leonel Larrauri
Leonel Darío Larrauri (n. 12 de abril de 1976, Granadero Baigorria, Provincia de Santa Fe) es un piloto argentino de automovilismo de velocidad. 

## Carrera
Iniciado en categorías zonales de su provincia, debutó a nivel profesional en el año 2000 compitiendo en la categoría Superturismo Sudamericano, para luego desarrollar su carrera a nivel nacional en diferentes categorías que incluyeron, Turismo Carretera, TC 2000 y Turismo Nacional. Entre estas incursiones, se destacaron sus participaciones en las categorías Clase 3 del Turismo Nacional, donde fue subcampeón en el año 
2002, y el Turismo Competición 2000, donde en el año 2010 alcanzó el subcampeonato de la Copa TC 2000 para pilotos particulares.

### Accidente de Guido Falaschi
Su carrera deportiva estuvo también empañada por la tragedia, ya que durante su participación en la categoría Turismo Carretera fue partícipe en el accidente en el que perdió la vida el piloto Guido Falaschi. A la salida del paso por debajo del puente pierde el control de su Dodge intentando correrse de la trazada, ya que lo estaban doblando (sacando una vuelta) los líderes. Por eso impacta contra la barrera de neumáticos, desencadenando el accidente fatal durante la competencia corrida en el Autódromo Juan Manuel Fangio de Balcarce, el 13 de noviembre de 2011. Tras esto anunció su retiro deportivo, sin embargo faltando a su palabra, resolvió volver a la actividad compitiendo exclusivamente en la Clase 3 del Turismo Nacional en 2013.

## Vida privada
A nivel personal, es sobrino del expiloto argentino Oscar Larrauri, quien supo participar en la Fórmula 1 y en otras categorías a nivel nacional, y que a su vez supo promocionar la carrera deportiva de Leonel. Al mismo tiempo, su hermano mayor llamado Ariel Francisco (n. 1974) supo ser también piloto de automovilismo, acompañándolo en sus incursiones en el TC 2000. En 2017 fue objeto de un homenaje por parte del municipio de su ciudad natal, por sus 20 años de trayectoria en el automovilismo nacional. A lo largo de su carrera deportiva, supo identificarse con las marcas Dodge y Honda.

## Trayectoria
| Año  | Categoría                                         | Automóvil            |
| ---- | ------------------------------------------------- | -------------------- |
| 2000 | Debut en ST Sudamericano, 2 carreras              | Alfa Romeo 155       |
| 2001 | Debut en Clase 3 del Turismo Nacional             | Ford Escort XR3      |
| 2002 | Subcampeón de Clase 3 del Turismo Nacional        | Ford Escort XR3      |
| 2002 | Debut en TC 2000, 3 carreras                      | Honda Civic          |
| 2003 | Clase 3 del Turismo Nacional                      | Ford Escort XR3      |
| 2004 | TC 2000, 4 carreras                               | Ford Focus I         |
| 2004 | Clase 3 del Turismo Nacional                      | Ford Escort XR3      |
| 2005 | TC 2000, 2 carreras                               | Ford Focus I         |
| 2005 | TC 2000, 2 carreras                               | Chrysler Neon        |
| 2005 | Clase 3 del Turismo Nacional                      | Ford Escort XR3      |
| 2005 | Clase 3 del Turismo Nacional                      | Ford Focus I         |
| 2006 | Debut en TC Pista                                 | Dodge Cherokee       |
| 2006 | Clase 3 del Turismo Nacional                      | Ford Escort XR3      |
| 2007 | TC Pista                                          | Dodge Cherokee       |
| 2007 | Clase 3 del Turismo Nacional                      | Ford Escort XR3      |
| 2008 | TC Pista                                          | Dodge Cherokee       |
| 2008 | Clase 3 del Turismo Nacional, 5 carreras          | Ford Focus I         |
| 2009 | TC Pista                                          | Dodge Cherokee       |
| 2009 | Clase 3 del Turismo Nacional, 1 carrera           | Ford Focus I         |
| 2009 | Invitado a la Carrera de la Historia del Top Race | Volkswagen Passat B5 |
| 2010 | Debut en Turismo Carretera                        | Dodge Cherokee       |
| 2010 | Subcampeón Copa TC 2000                           | Honda New Civic      |
| 2011 | Turismo Carretera                                 | Dodge Cherokee       |
| 2011 | Copa TC 2000                                      | Honda New Civic      |
| 2012 | Clase 3 del Turismo Nacional, 4 carreras          | Honda New Civic      |
| 2012 | Clase 3 del Turismo Nacional, 4 carreras          | Volkswagen Bora      |
| 2013 | Clase 3 del Turismo Nacional                      | Honda New Civic      |
| 2013 | Clase 3 del Turismo Nacional                      | Chevrolet Cruze I    |
| 2014 | Clase 3 del Turismo Nacional                      | Honda New Civic      |
| 2015 | Clase 3 del Turismo Nacional                      | Honda New Civic      |
| 2016 | Clase 3 del Turismo Nacional                      | Honda New Civic      |
| 2017 | Clase 3 del Turismo Nacional                      | Honda New Civic      |
| 2018 | Clase 3 del Turismo Nacional                      | Honda New Civic      |
| 2019 | Clase 3 del Turismo Nacional                      | Honda All New Civic  |

- [6]

## Resultados

### Turismo Competición 2000
| Año  | Equipo                    | Auto             | 1    | 2   | 3     | 4   | 5   | 6   | 7   | 8   | 9      | 10  | 11  | 12    | 13  | 14  | Res. | Puntos |
| ---- | ------------------------- | ---------------- | ---- | --- | ----- | --- | --- | --- | --- | --- | ------ | --- | --- | ----- | --- | --- | ---- | ------ |
| 2002 |                           |                  | GR   | RC  | SJU I | BB  | RES | OBE | AG  | SAL | SJU II | PAR | BA  | SRA   | PIG | MDP | -    | 0      |
| 2002 | Alisi Racing              | Honda Civic VI   |      |     |       |     |     |     |     | Ret | Ret    | Ret |     |       |     |     | -    | 0      |
| 2004 |                           |                  | GR   | VIE | SJU   | PAR | SL  | OBE | AG  | CON | RC     | SRA | BB  | BA    | RAF | MDP | -    | 0      |
| 2004 | RV Competición            | Ford Focus I     |      |     |       |     |     |     |     |     |        | 21† | Ret | 19†   |     | Ret | -    | 0      |
| 2005 |                           |                  | BA I | PAR | VIE   | SJU | OLA | AG  | CUR | OBE | RAF    | SRA | CON | BA II | SL  | GR  | -    | 0      |
| 2005 | Proas Motorsport          | Chrysler Neon II |      |     | Ret   |     |     |     |     |     |        |     |     |       |     |     | -    | 0      |
| 2005 | Nico Kern Racing Car      | Ford Focus I     |      |     |       |     |     |     |     |     |        |     |     | 14    |     |     | -    | 0      |
| 2010 |                           |                  | PDE  | SMM | GR    | AG  | RES | TRH | LR  | SFE | SFE    | CEN | OBE | BA    | PDF |     | -    | 0      |
| 2010 | Escudería Río de la Plata | Honda Civic VIII |      | 29† | 17    | 13  | 13  | Ex. | 17  | 18  | Ret    | 20  | Ret | 16    | 14  |     | -    | 0      |
| 2011 |                           |                  | GR   | SFE | SFE   | SMM | SJU | RES | AG  | TRH | LPL    | TRE | JUN | PDF   | PAR |     | 26.º | 4      |
| 2011 | Escudería Río de la Plata | Honda Civic VIII | Ret  | 18  | Ret   | 12  | 20  | 17  | Ret |     |        |     |     |       |     |     | 26.º | 4      |

#### Copa de Pilotos Privados
| Año  | Equipo                    | Auto             | 1   | 2   | 3   | 4   | 5   | 6   | 7   | 8   | 9   | 10  | 11  | 12  | 13  | Res. | Puntos |
| ---- | ------------------------- | ---------------- | --- | --- | --- | --- | --- | --- | --- | --- | --- | --- | --- | --- | --- | ---- | ------ |
| 2010 |                           |                  | PDE | SMM | GR  | AG  | RES | TRH | LR  | SFE | SFE | CEN | OBE | BA  | PDF | 2.º  | 35,5   |
| 2010 | Escudería Río de la Plata | Honda Civic VIII |     | 8†  | 2   | 2   | 1   | Ex. | 3   | 4   | Ret | 2   | Ret | 3   | 2   | 2.º  | 35,5   |
| 2011 |                           |                  | GR  | SFE | SFE | SMM | SJU | RES | AG  | TRH | LPL | TRE | JUN | PDF | PAR | 6.º  | 17,5   |
| 2011 | Escudería Río de la Plata | Honda Civic VIII | Ret | 4   | Ret | 1   | 2   | 2   | Ret |     |     |     |     |     |     | 6.º  | 17,5   |

#### Copa Endurance Series
| Año  | Equipo                    | Auto             | 1   | 2   | 3  | Res. | Puntos |
| ---- | ------------------------- | ---------------- | --- | --- | -- | ---- | ------ |
| 2010 |                           |                  | TRH | CEN | BA | -    | 0      |
| 2010 | Escudería Río de la Plata | Honda Civic VIII | Ex. | 20  | 15 | -    | 0      |

### Rally Dakar
| Año     | Categoría | Vehículo | Posición | Etapas |
| ------- | --------- | -------- | -------- | ------ |
| 2018    | SSVs      | Can-Am   | 6.º      | 1      |
| Fuente: |           |          |          |        |

## Palmarés
| Título     | Categoría                              | Automóvil       | Año  |
| ---------- | -------------------------------------- | --------------- | ---- |
| Subcampeón | Clase 3 del Turismo Nacional           | Ford Escort     | 2002 |
| Subcampeón | Campeonato TC 2000 de Pilotos Privados | Honda New Civic | 2010 |